# Ki-Jana Hoever
Ki-Jana Delano Hoever (sinh ngày 18 tháng 1 năm 2002) là một cầu thủ bóng đá người Hà Lan hiện đang chơi ở vị trí hậu vệ phải cho câu lạc bộ  PSV Eindhoven  theo dạng cho mượn từ Wolverhampton Wanderers . Hoever từng là tài năng của học viện câu lạc bộ Liverpool nhưng không có nhiều cơ hội đã khiến anh quyết định chuyển sang Wolves.

## Những năm đầu đời
Hoever được sinh ra ở Amsterdam, Hà Lan và có gốc Suriname. Bố của Hoever - một cựu vận động viên bóng bầu dục, đã đặt tên Hoever theo tên của cựu vận động viên NFL, Ki-Jana Carter.